# Bataillon de marche no 2 de l'Afrique centrale française
Ne doit pas être confondu avec Bataillon de marche no 2.
Le Bataillon de marche no 2 de l'Afrique centrale française (BM2/ACF) est une unité d'infanterie de l'Armée de terre française constituée de tirailleurs sénégalais. Formé en 1950 en Afrique-Occidentale française et en Afrique-Équatoriale française, le bataillon rejoint en 1951 l'Indochine où il combat contre le Việt Minh. Il est dissous après la fin de la guerre d'Indochine.

## Historique
Le bataillon est constitué à partir du 25 novembre 1950 avec des éléments de diverses unités :
- la compagnie de commandement du bataillon (CCB), formée à Cotonou par le bataillon autonome du Niger-Est, le bataillon autonome du Niger-Ouest et le bataillon autonome du Dahomey ;
- la 1re compagnie est formée à Kati par le bataillon autonome de Guinée, le bataillon autonome du Soudan occidental et la compagnie de transit du Soudan ;
- la 2e compagnie à Kindia par le bataillon autonome de Guinée ;
- les 3e et 4e compagnies à Douala par le régiment de tirailleurs sénégalais du Tchad, le bataillon de tirailleurs du Congo-Gabon et le détachement motorisé autonome d'Afrique-Équatoriale française.

Sa création est officialisée le 24 décembre lorsqu'il rejoint Marseille. Il embarque pour l'Indochine sur l'Athos II (en) le 6 février 1951 et débarque le 15 mars à Saïgon, avant de prendre garnison à Hanoï. À partir du 21 mars, il opère dans la région de Quảng Yên puis dans celle de Vĩnh Yên à partir du 14 avril. Dans ce dernier secteur, où il a relevé le 29e BMTS, il effectue des patrouilles et tend des embuscades. Le BM2/ACF est notamment engagé du 21 au 24 février 1952 dans l'opération Sibérie (région de Trung Hà (vi)) et du 5 au 10 mars dans l'opération Sable (région de Sontay). Remplacé par le 51e bataillon vietnamien, il quitte le secteur de Vĩnh Yên le 9 juin 1954 et passe au sous-secteur « Rive Droite » du secteur d'Hanoï.
Ont été subordonnées au BM2/ACF les 34e, 138e, 139e, 182e, 208e, 327e, 332e, 334e, 335e, 403e et 416e compagnies de supplétifs militaires [indochinois], la 243e compagnie légère de supplétifs militaires et les Commandos 3, 15, 16 et 17.
Le BM2/ACF est dissous le 30 octobre 1954 et devient le lendemain le IIe bataillon du 21e régiment d'infanterie coloniale recréé.

## Chefs de corps
- décembre 1950 - janvier 1951 : chef de bataillon Chailley[1]
- janvier - octobre 1951 : chef de bataillon Coquin[1]
- octobre 1951 - janvier 1953 : chef de bataillon Chauvet[1]
- janvier - décembre 1953 : chef de bataillon Fraiche[1]
- décembre 1953 - octobre 1954 : chef de bataillon Aussudre[1]

## Insigne
Description officielle, : « Mappemonde vieil or chargée des Terres de l'Union française émaillées de gueules et d'une rencontre de lion de sable lampassé de gueules ; brochant sur l’ancre traditionnelle d'or clair. En listel émaillé de blanc, les lettres BM2-ACF. »
L'insigne est homologué G.893 le 14 février 1952.